# Garching bei München
Garching bei München (oficial: Garching b.München) é uma cidade da Alemanha localizada no distrito de Munique, região administrativa de Alta Baviera, estado da Baviera.

## Bairros
A cidade é dividida em quarto bairros:
| - Garching bei München - Dirnismaning | - Hochbrück - Hochschul- und Forschungszentrum |

## Universidades e centros de pesquisa

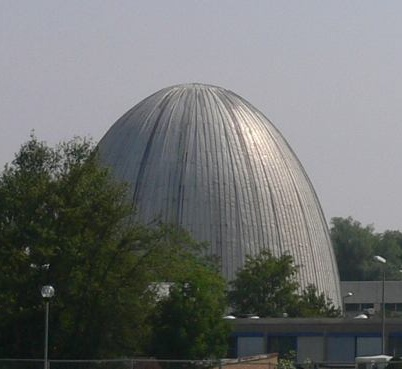
"Ovo atômico" (FRM-I)

No bairro Hochschul- und Forschungszentrum (em português: Centro de universidade e pesquisa) foi instalado em 1957 o primeiro reator nuclear de pesquisa da Alemanha (FRM-I, Forschungsreaktor München I, em português: Reator de Pesquisa de Munique) que serviu até 2000. O formato oval da cúpula do reator (apelido: Atomei, português: ovo atômico) é representado pelo brasão da cidade. O reator FRM I foi substituído pelo FRM II em 2004.
No bairro trabalham e estudam cerca de 15.000 pessoas (5.000 empregados e 10.000 estudantes) em unidades e campi de diversas instituições de ensino e pesquisa, entre outros:
- Observatório Europeu do Sul (centro de operações)
- Universidade Técnica de Munique (um dos três campi da universidade)
- Universidade de Munique (algumas unidades da faculdade de física)
- diversos institutos da Sociedade Max Planck (Max-Planck-Institut für Astrophysik, Max-Planck-Institut für extraterrestrische Physik, Max-Planck-Institut für Plasmaphysik e Max-Planck-Institut für Quantenoptik)[6]